# Айманов, Шакен Кенжетаевич
Шаке́н (Шахкерим) Кенжета́евич Айма́нов (каз. Шәкен (Шаһкерім) Кенжетайұлы Айманов; 2 [15] февраля 1914, Баянаул — 23 декабря 1970, Москва) — советский казахский актёр, режиссёр театра и кино. Народный артист СССР (1959).

## Биография
Шакен Айманов родился 2 (15) февраля 1914 года в Баян-Ауле (по другим источникам — в Баянаульском районе) в семье крестьянина-скотовода. Казах из рода Айдабол племени Среднего жуза Аргын. Потомок биев, его родословная: Айдабол би — Жанғозы — Толыбай — Едыге-би — Шоң би — Айман — Кенжетай — Шәкен О его предках биях из дореволюционной литературы:
Едге (Идыге) — самый популярный бий в степи, живший в конце XVIII ст. Киргизы отдавали ему своих детей на обучение, и молодые люди проживали по несколько лет в ауле Едге и слушали его решения по спорным делам, пока не получали от Едге благословения («бату»), как знак утверждения в роли бия. Не менее популярен в степи был и сын Едге—Чонг. Внук последнего, Айман, живет в наст. время в Баян-аульских горах, в 4-м стар. Акпетьтавской вол. Павлодарского уезда.Примечания из переписки хана Средней киргизской орды Букея и его потомков. Памятная книжка Семипалатинской области на 1901 г.
В 1928 году окончил среднюю школу. В 1931—1933 годах учился в Казахском педагогическом техникуме в Семипалатинске.
В 1933 году по приглашению писателя Г. М. Мусрепова приехал в Алма-Ату и был принят в труппу Казахского театра драмы, в 1947—1951 годах был главным режиссёром и художественным руководителем этого театра, где работал до 1953 года.
За время работы в театре проявил актёрское мастерство, которому была присуща яркость психологической характеристики.
С 1938 года снимался в кино. «Я люблю театр, но театр не может охватить столько зрителей, сколько кино. Спектакль идёт в одном театре, в лучшем случае в нескольких. А фильм смотрят десятки тысяч», — говорил Айманов, и в 1953 году он оставил театр в пользу кино. С 1954 года работал кинорежиссёром киностудии «Казахфильм».
Айманов пробовал себя в разных амплуа. Широкую известность в СССР ему принёс фильм «Наш милый доктор» (1957), в котором Айманов проявил себя одновременно как кинорежиссёр и актёр, а в фильме «Безбородый обманщик» (1964) он выступил соавтором сценария, режиссёром-постановщиком и исполнителем главной роли. Айманов впервые использовал в своем фильме элемент камео. Сюжет его фильма «Ангел в тюбетейке» (1968) был основан на реальном случае из жизни, когда его родственница, желавшая женить своего младшего сына, искала невесту.
На Первом Международном кинофестивале в Москве в состязаниях по танцам Айманов танцевал с американской кинозвездой Элизабет Тэйлор, и пара завоевала первое место.
Во время поездки в Каир в рамках культурного обмена Айманов возглавлял советскую делегацию кинематографистов.
В 1963 году на Московском международном кинофестивале согласно негласной директиве должен был победить советский фильм. Жюри разделилось. Решающий голос был отдан в пользу итальянца Фредерико Феллини. Принадлежал этот голос кинорежиссёру Айманову.
Образ Отелло стал звёздной ролью Айманова. В 1964 году он прочёл монолог Отелло на праздновании 400-летия Уильяма Шекспира в Англии, и это был первый случай, когда на английской сцене Шекспир звучал на казахском языке.
С 1963 года — первый секретарь правления Союза кинематографистов Казахской ССР.
Член ВКП(б) с 1940 года. Избирался депутатом Верховного Совета Казахской ССР 4-го и 7-го созывов.

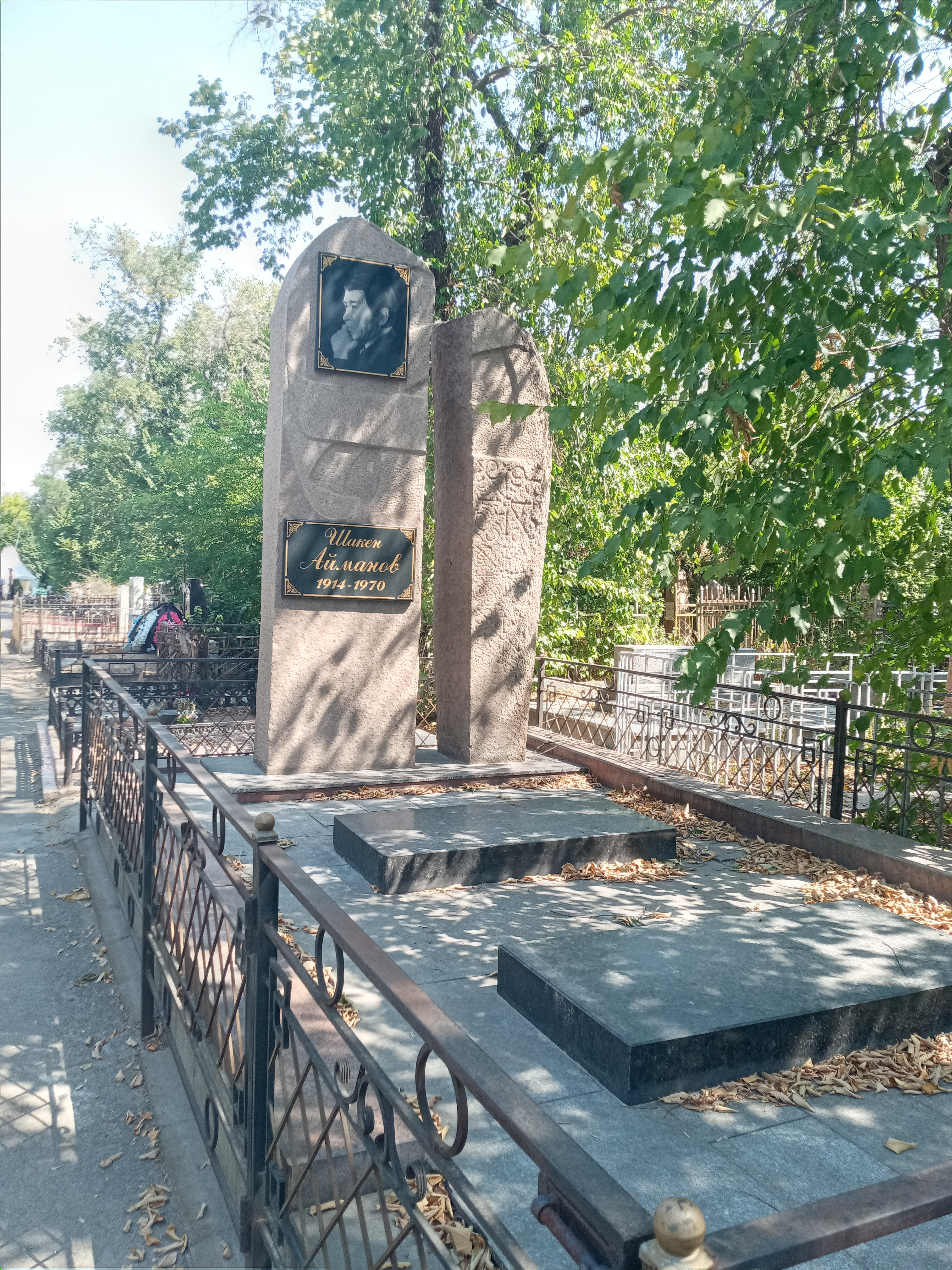
Могила Шакена Аймана в Центральном кладбище Алма-Аты

Шакен Айманов погиб в дорожно-транспортном происшествии: был сбит машиной на улице Горького в Москве 23 декабря 1970 года.
Похоронен в Алма-Ате на Центральном кладбище.

### Семья
- Брат — Абдукарим Айманов, финансист[9].
- Брат — Каукен Кенжетаев (1916—2008), певец, режиссёр Казахского театра оперы и балета. Народный артист Казахской ССР (1959).
- Сын — Мурат Айманов (1939—1993) оператор, в паре с сыном режиссёр снял фильм «Земля отцов»[6].
- Дочь — Майра Айманова (1938—1993), оперная певица.

## Звания и награды
- Народный артист Казахской ССР (1947)[10]
- Народный артист СССР (1959)
- Сталинская премия третьей степени (1952) — за постановку спектакля «Абай» М. О. Ауэзова
- Государственная премия Казахской ССР имени К. Байсеитовой (за художественное руководство, 1967, фильм «Крылья песни»)
- Государственная премия Казахской ССР имени К. Байсеитовой (посмертно) (1972, фильм «Конец атамана»)
- Орден Ленина (1967)
- Орден Трудового Красного Знамени (1946)
- Два ордена «Знак Почёта»
- Медаль «За трудовую доблесть» (05.11.1940) — «в связи с 20-летним юбилеем Казахской ССР, за достижения в развитии промышленности, сельского хозяйства, науки и искусства»
- Медаль «За доблестный труд в Великой Отечественной войне 1941-1945 гг.»
- Всесоюзный кинофестиваль (Третья премия, фильм «Мы здесь живем», Москва, 1958)
- Международный кинофестиваль стран Азии и Африки в Ташкенте (Памятный диплом участия, 1958, фильм «Наш милый доктор»)
- Всесоюзный кинофестиваль (Поощрительный диплом, фильм «Наш милый доктор», Киев, 1959)
- Смотр-соревнование кинематографистов республик Средней Азии и Казахстана (Диплом за лучшую режиссёрскую работу, фильм «Перекресток», Душанбе, 1963)
- Смотр-соревнования кинематографистов Средней Азии и Казахстана (Высший приз «Горный хрусталь» и диплом первой степени за лучший игровой фильм (разделил с фильмом «Небо нашего детства»), фильм «Земля отцов», 1967)
- Смотр-соревнование кинематографистов республик Средней Азии и Казахстана (Диплом за лучшую музыкальную комедию, фильм «Ангел в тюбетейке», Алма-Ата, 1969).

## Театральное творчество

### Актёр
- «Мой друг» Н. Ф. Погодина — Граммофонов
- «Ахан-Сере и Актокты» Г. М. Мусрепова — Ахан-Сере
- «Козы Корпеш — Баян сулу» Г. М. Мусрепова — Кодар
- «Каракипчак Кобланды» М. О. Ауэзова — Кобланды
- «Ночные раскаты» М. О. Ауэзова — Казанцев
- «Абай» М. О. Ауэзова и Л. С. Соболева — Керим
- «Гроза» А. Н. Островского — Тихон
- «Человек с ружьём» Н. Ф. Погодина — Иван Шадрин
- «Укрощение строптивой» У. Шекспира — Петруччио
- «Отелло» У. Шекспира — Кассио, Отелло
- «Исатай и Махамбет» И. Джансугурова — Исатай
- «Голос Америки» Б. А. Лавренёва — Кидд
- «Победители» Б. Ф. Чирскова — Кривенко
- «Глубокие корни» Дж. Гоу и А. д’Юссо — Бретт
- «На дне» М. Горького — Сатин
- «Ревизор» Н. В. Гоголя — Хлестаков
- «Алдар-Косе» Ш. Х. Хусаинова — Алдар-Косе
- «Гвардия чести» А. Абишева и М. О. Ауэзова — Фогель
- «Пётр Крылов» К. Я. Финна и М. О. Ауэзова — Крылов
- «Профессор Мамлок» Ф. Вольфа — доктор Гельпак
- «Таланты и поклонники» А. Н. Островского — Великатов

### Режиссёр
- 1945 — «Амангельды» Ш. Х. Хусаинова
- 1947 — «Дружба и любовь» А. Абишева
- 1948 — «Поединок» Х. Жумалиева и А. Сарсенбаева
- 1949 — «Таланты и поклонники» А. Н. Островского
- 1949 — «Абай» М. О. Ауэзова и Л. С. Соболева (совм. со Я. С. Штейном)
- 1951 — «Калиновая роща» А. Е. Корнейчука
- 1958 — «Ахан-Сере и Актокты» («Трагедия поэта») Г. Мусрепова
- «Человек с ружьём» Н. Ф. Погодина
- «Закон чести» А. П. Штейна

## Фильмография

### Актёр
- 1940 — Райхан — Сарсен
- 1943 — Белая роза — Джакпан
- 1945 — Песни Абая — Шарип
- 1948 — Золотой рог — Жакен Досанов
- 1952 — Джамбул — Джамбул
- 1956 — Мы здесь живём — Беисов
- 1957 — Наш милый доктор — драматический актёр
- 1960 — В одном районе — Сабир Баянов
- 1964 — Безбородый обманщик — Алдар-Косе
- 1969 — У подножья Найзатас — Бейсембай

### Режиссёр
- 1954 — Дочь степей (совместно К. Гаккелем)
- 1954 — Поэма о любви (совместно К. Гаккелем)
- 1956 — Мы здесь живём
- 1957 — Наш милый доктор (совместно А. Карпов)
- 1960 — В одном районе
- 1961 — Песня зовёт
- 1962 — Перекрёсток
- 1964 — Безбородый обманщик
- 1966 — Земля отцов
- 1968 — Ангел в тюбетейке
- 1970 — Конец атамана

### Сценарист
- 1960 — В одном районе (совместно с И. Саввиным)
- 1961 — Песня зовёт (совместно с К. Сатыбалдиным и М. Ерзинкян)
- 1964 — Безбородый обманщик (совместно с Л. Варшавским)
- 1968 — Ангел в тюбетейке (совместно с Я. Зискиндом)
- 1969 — У подножья Найзатас (совместно с Т. Маткаримовым)

### Художественный руководитель
- 1959 — Дорога жизни
- 1966 — Крылья песни
- 1968 — Выстрел на перевале Караш

### Озвучивание
- 1968 — Аксак кулан (мультипликационный)

## Память

Памятник Шакену Айманову в Алма-Ате

Творчеству Ш. Айманова посвящены документальные фильмы «Шакен Айманов» (1974), «Шакен Айманов: человек и легенда» (2014, реж. Б. Нусипбеков), «Непревзойдённый» (2016, реж. Майя Бекбаева).
В Алма-Ате именем Ш. Айманова названа улица и киностудия «Казахфильм» (1984), На территории киностудии «Казахфильм» был установлен мраморный бюст, а также создан музей-кабинет Ш. Айманова. На доме, где жил режиссёр, установлена мемориальная доска.

С 2003 по 2014 год в Алма-Ате проводился ежегодный фестиваль игровых и анимационных фильмов «Звёзды Шакена».
В Павлодаре именем Айманова был назван кинотеатр.
В мае 2019 года Ш. Айманову был установлен памятник напротив гостиницы «Алматы» в одноимённом городе. В экспозиции режиссёр сидит на скамейке и смотрит в сторону театра имени Абая, который расположен на улице Кабанбай батыра.
В Астане именем Ш. Айманова была названа улица.